# Pråmholmen
Pråmholmen är en holme i Bällstaviken, belägen vid mynningen av Bällstaån i stadsdelen Lilla Alby i Sundbybergs kommun. Holmen är bildad av ett gammalt lastfartyg som sjönk vid platsen, troligen under 1950-talet. Med tiden har delar av vraket stuckit upp ur vattnet och vuxit igen med vegetation, vilket gett upphov till dagens holme.

## Historia
Området kring Bällstaån och Bällstaviken var under 1900-talets första hälft präglat av industriell verksamhet och sjötrafik. Den exakta identiteten på den sjunkna pråmen är okänd, men den tros ha varit en del av denna verksamhet. Enligt lokal tradition och kommunala uppgifter sjönk pråmen mellan 1930 och 1960, troligen under 1950-talet.
Namnet "Pråmholmen" syftar på själva pråmen som sjönk och med tiden blev ett grund i vattnet. Vraket har blivit ett lokalt kännetecken och är idag hem för vattenväxter och fågelliv.

## Konstverk
År 2017 invigdes Strandtorget – ett nytt stadsrum vid vattnet i Lilla Alby – där en offentlig bronsskulptur installerades till minne av den sjunkna pråmen. Konstverket är skapat av konstnären Martin Karlsson Tebus och föreställer en lastpråm på väg att sjunka. Skulpturen är placerad vid strandpromenaden mittemot Pråmholmen och är en del av kommunens satsning på offentlig konst.

## Geografi
Pråmholmen ligger där Bällstaån mynnar ut i Bällstaviken, som i sin tur är en vik av Ulvsundasjön och Mälaren. Platsen nås via strandpromenaden som löper genom Lilla Alby i Sundbyberg.

## Bilder

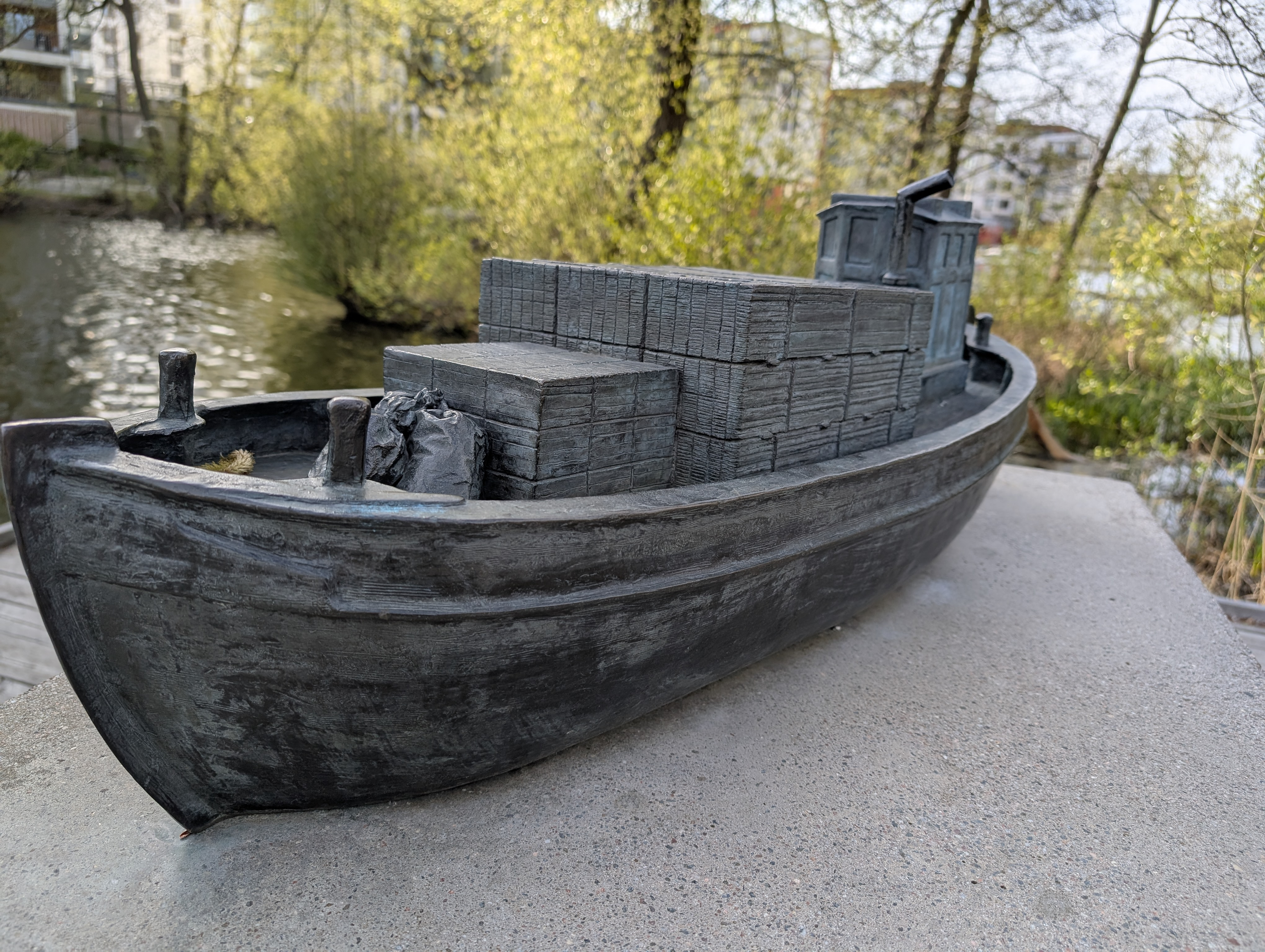
Skulptur vid Pråmholmen
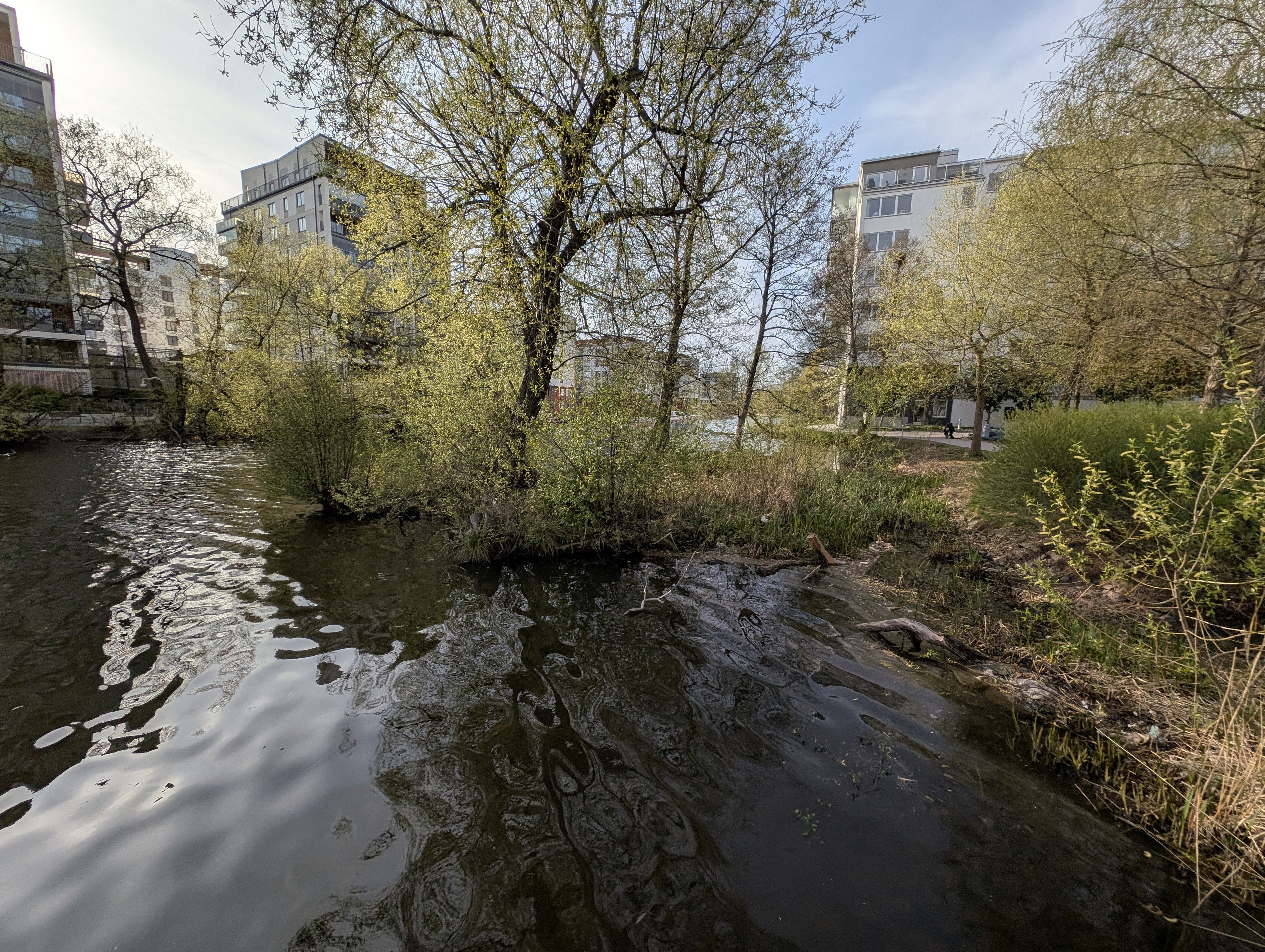
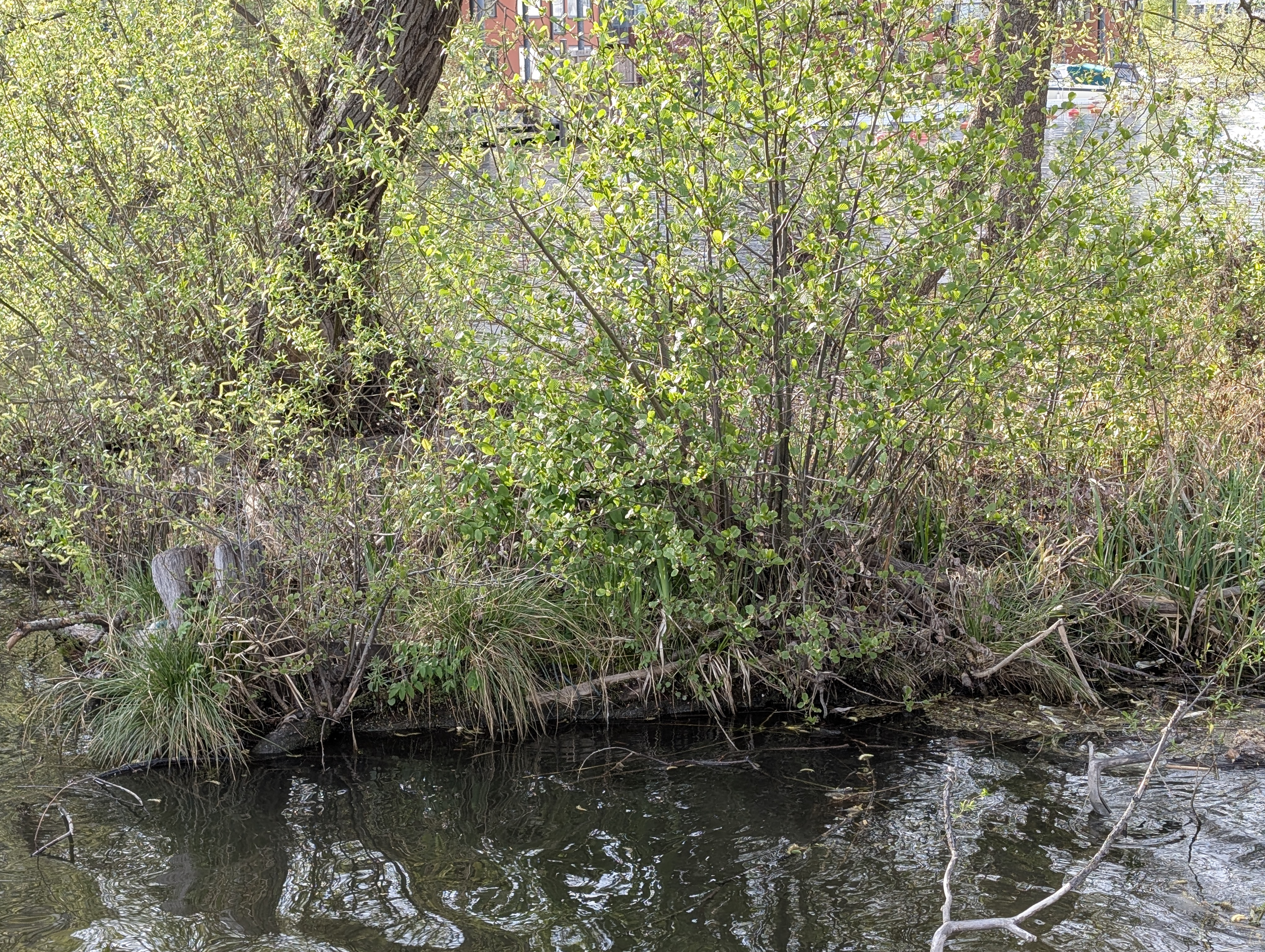
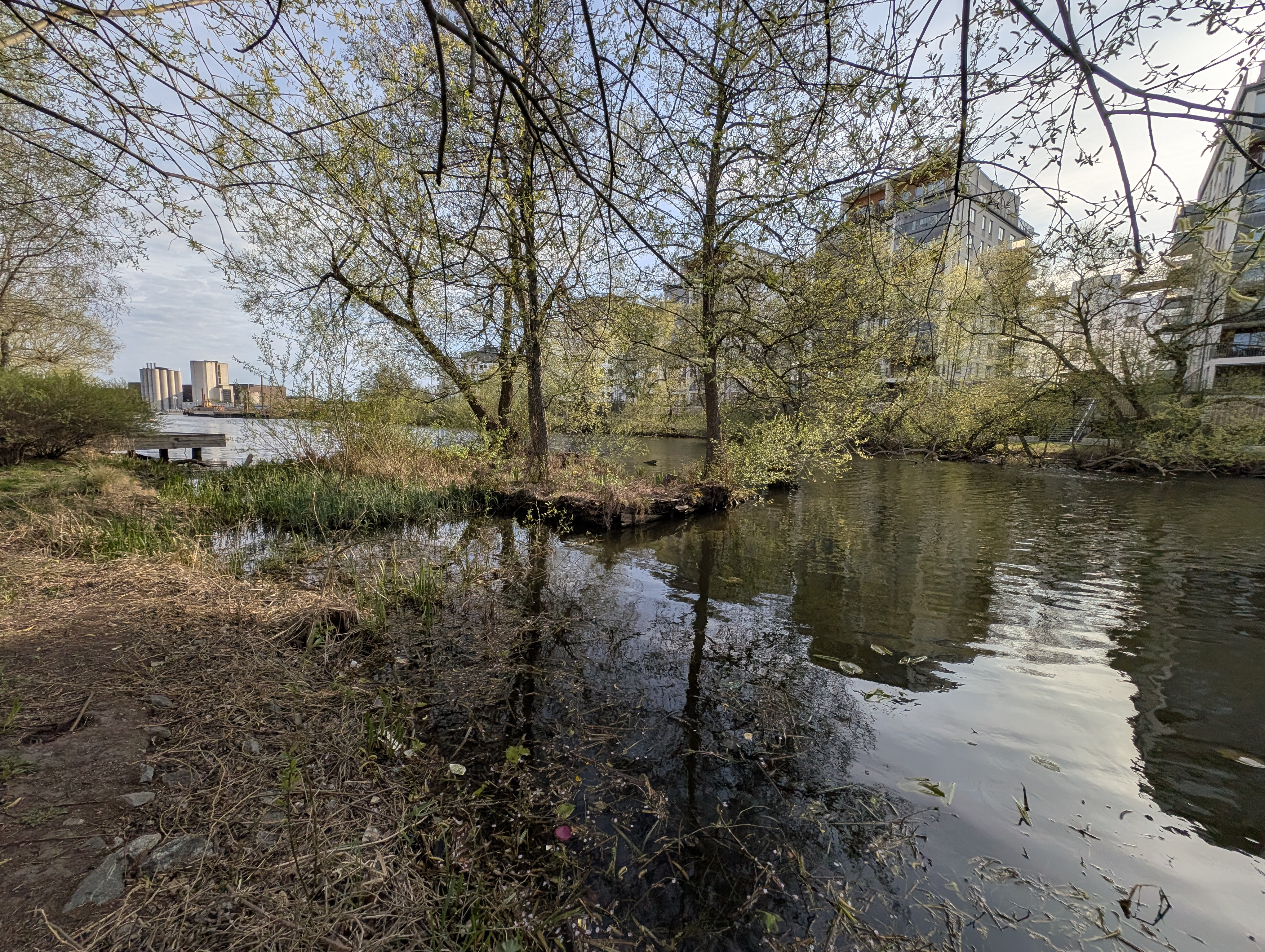
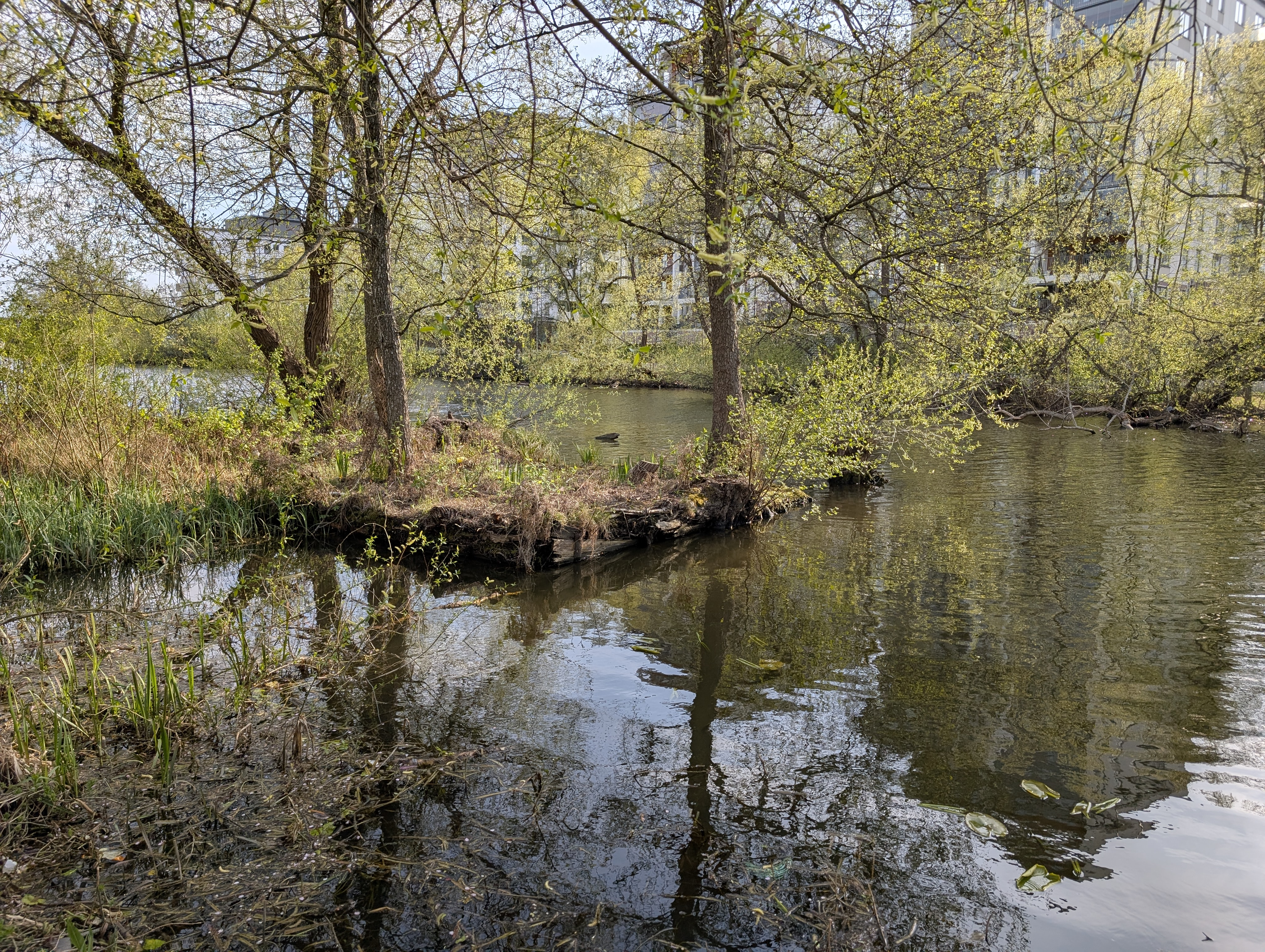